# Лазутін Петро Георгійович
Петро Георгійович Лазутін (1905, місто Петропавловськ Акмолінської області, тепер Казахстан — розстріляний 1 жовтня 1950, Ленінград, Російська Федерація) — радянський діяч, голова Ленінградського міськвиконкому. Депутат Верховної Ради СРСР 2-го скликання (1947—1949).

## Біографія
Член РКП(б) з 1925 року.
У 1927—1931 роках — 2-й секретар Залізничного районного комітету ВЛКСМ міста Петропавловська, завідувач відділу праці Петропавловського окружного комітету ВЛКСМ; член колегії, інспектор Народного комісаріату освіти Казакської АРСР; завідувач відділу праці Казакського крайового комітету ВЛКСМ; начальник Управління кадрів Народного комісаріату праці Казакської АРСР.
З 1931 року — студент Ленінградського холодильного інституту.
До грудня 1937 року — інструктор Фрунзенського районного комітету ВКП(б) міста Ленінграда.
У 1937—1939 роках — завідувач відділу торгівлі Ленінградського міського комітету ВКП(б).
У 1939—1941 роках — заступник завідувача відділу кадрів Ленінградського міського комітету ВКП(б).
У 1941—1943 роках — секретар Ленінградського міського комітету ВКП(б) з торгівлі та промисловості.
У 1944—1944 роках — завідувач відділу харчової промисловості, торгівлі та громадського харчування Ленінградського міського комітету ВКП(б).
У 1944 — 4 липня 1946 року — 1-й заступник голови виконавчого комітету Ленінградської міської ради депутатів трудящих.
4 липня 1946 — 23 червня 1949 року — голова виконавчого комітету Ленінградської міської ради депутатів трудящих.
13 серпня 1949 року заарештований по т. зв. «Ленінградській справі». Виключений із ВКП(б). 30 вересня 1950 року засуджений до смертної кари, розстріляний наступного дня в Левашовській пустці біля міста Ленінграда.
Посмертно реабілітований 30 квітня 1954 року. Потім посмертно поновлений в членах КПРС.

## Нагороди
- орден Леніна
- орден Трудового Червоного Прапора
- орден «Знак Пошани»
- медаль «За оборону Ленінграда»
- медаль «За доблесну працю у Великій Вітчизняній війні 1941—1945 рр.»
- медалі